# José María Rodero Luján
José María Rodero Luján (Valdepeñas, 26 de desembre de 1922 - Madrid, 14 de maig de 1991) va ser un actor espanyol.

## Biografia
Després de cursar Batxillerat en l'Institut Cisneros i començar estudis a l'Escola Superior d'Enginyers Agrònoms, va sentir curiositat pel món de la interpretació en enamorar-se d'una actriu. Després de presentar-se a unes proves del Teatro Español, intercanvia els seus estudis d'enginyeria pels d'Art Dramàtic.
Va ingressar en la Companyia de María Guerrero, i ja en la dècada de 1950 s'havia consolidat com un dels actius més sòlids dels escenaris madrilenys, amb peces com Plaza de Oriente (1947) i Historias de una casa (1949), ambdues de Joaquín Calvo Sotelo, El landó de seis caballos (1950), de Víctor Ruiz Iriarte, Soledad (1953), de Miguel de Unamuno, Colombe 1953) de Jean Anouilh, La Plaza de Berkeley (1952), de John L. Balderston, La casa de la noche (1954) de Thierry Maulnier, La herida luminosa (1955), de Josep Maria de Sagarra, Yo traigo la lluvia (1957), de Richard Nasch, La Celestina (1957) de Fernando de Rojas o Elena Osorio (1958) de Claudio de la Torre. Després de triomfar amb En la ardiente oscuridad, d'Antonio Buero Vallejo, va formar la seva pròpia companyia amb la qual ja en aquells dies era la seva esposa, la també actriu Elvira Quintillà i Ramos.
Desenes de muntatges, en les dècades de 1960 i 1970, ho avalen com un dels grans actors espanyols del segle, destacant ¿Dónde vas, triste de ti? (1959), Una tal Dulcinea (1961), El concierto de San Ovidio (1962), El caballero de las espuelas de oro (1964), ¿Quién quiere una copla del Arcipreste de Hita? (1965), de José Martín Recuerda, Los siete infantes de Lara (1966), de Lope de Vega, Corona de amor y muerte (1966) d'Alejandro Casona, Los siete infantes de Lara (1966), de Lope de Vega, El tragaluz (1967), Luces de bohemia (1970), Los emigrados (1976), Enrique IV (1986), El hombre deshabitado (1988), Historia de un caballo (1979), Las mocedades del Cid (1990) o Hazme de la noche un cuento (1991). A destacar, igualment, les seves participacions al llarg d'alguns anys en el Festival Internacional de Teatre Clàssic de Mèrida, amb obres com Calígula (1963 i 1982), d'Albert Camus; Julio César (1964), de William Shakespeare; i La cena del rey Baltasar (1981), de Pedro Calderón de la Barca.
La seva carrera cinematogràfica es remunta a 1945. Va ser especialment intensa en les dues següents dècades, ja que des de mitjan seixanta va espaiar cada vegada més les seves incursions en la pantalla gran, en benefici de la televisió. Va treballar a les ordres, entre d'altres, de Luis García Berlanga, Juan Antonio Bardem, Rafael J. Salvia o José María Forqué. Títols com Balarrasa, Esa pareja feliz, Novio a la vista, Concierto mágico o La becerrada s'inclouen en el seu repertori.
La seva presència en televisió va ser assídua en l'època daurada del teatre televisat a Espanya. Va intervenir en nombroses peces a l'espai Estudio 1, destacant La muerte de un viajante (1972), d'Arthur Miller, Las Meninas (1974), d'Antonio Buero Vallejo i sobretot la seva recreació de Jurat nº 8 en l'adaptació que va fer per la pantalla petita Gustavo Pérez Puig de Doce hombres sin piedad de Reginald Rose (16 de marzo de 1973). La seva última intervenció televisiva va ser en la sèrie Brigada Central (1989).
Va rebre el Premi Nacional de Teatre en 1971 i Premio Mayte de Teatre en 1976.
Va morir en Madrid el 14 de maig de 1991, quan preparava l'estrena d' Hazme de la noche un cuento del dramaturg Jorge Márquez.